# Mortemer (Oise)
Mortemer é uma comuna francesa na região administrativa de Altos da França, no departamento de Oise. Estende-se por uma área de 6,56 km². Em 2010 a comuna tinha 229 habitantes (densidade: 34,9 hab./km²).